# Escuela Naval del Perú

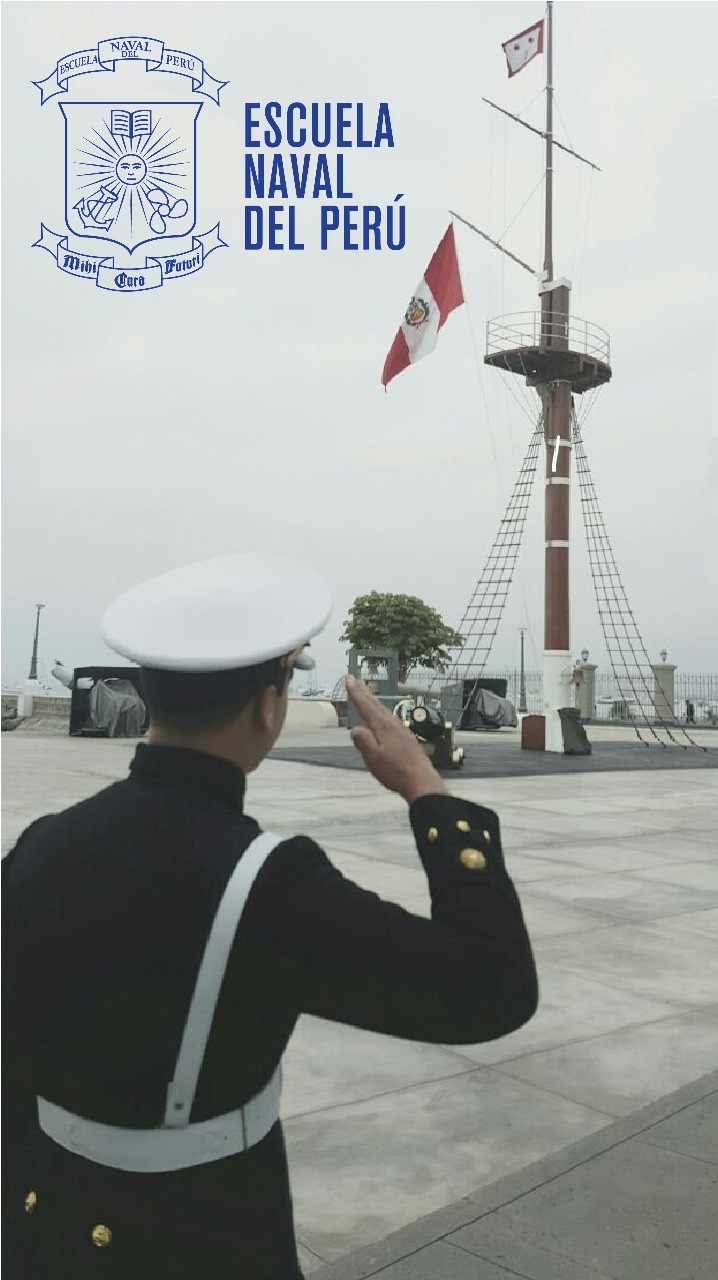
Escuela Naval del Perú

La Escuela Naval del Perú (ESNA) es la institución encargada de la formación académica, cultural y militar de oficiales para la Marina de Guerra del Perú. Tiene su sede en el distrito de La Punta en el Callao, Perú.

## Historia

### Antecedentes
La Academia Real de Náutica de Lima, se cierra en junio de 1821, por la llegada de las fuerzas libertadoras a Lima. Con la independencia del Perú el 28 de julio de 1821, el nuevo gobierno emprende la tarea de organizar y formar las instituciones  del nuevo estado peruano; es así, que con fecha 1 de noviembre de 1821 se crea la Escuela Central de Marina, en el año 1834 se cambia de nombre a la academia náutica de lima, que es la continuación de la Academia Real de Náutica de Lima, los profesores, alumnos y el local fueron los mismos. La existencia de una marina peruana es inquietud temprana del Libertador general José de San Martín. Poco antes, el 17 de marzo de 1821, la primera nave de la que vendría a ser la primera escuadra peruana se incorpora en el puerto de Paita al comando militar de la provincia de Piura. Es la goleta "Sacramento", que se integra al esfuerzo independentista al ser capturada a los españoles por el contramaestre Victoriano Cárcamo y su hermano, el carpintero y guardián Andrés Cárcamo. Arribaría después al puerto de Huacho, donde fue recibida por el jefe del cuartel general en Huaura, José de San Martín.

### Virreinato del Perú
Los gobernantes españoles, se preocuparon por dar educación integral a jóvenes marinos, que después serían pilotos civiles, para lo cual se dispuso profesores, locales, instrumental y prácticas a bordo de los buques.
La Escuela Naval del Perú tiene sus precedentes en la Escuela Náutica establecida en Lima por el virrey Luis Enríquez de Guzmán, conde de Alba de Liste, en 1657. Esta institución cerró en 1709 y fue reemplazada por la Academia Real de Náutica de Lima, que fue creada el 1 de noviembre de 1791 mediante Real Cédula del Rey de España, y que abrió sus puertas en 1794 bajo el patrocinio del virrey Francisco Gil de Taboada. La Academia Real de Náutica de Lima nace como necesidad del virreinato del Perú de contar con marinos profesionales para dotar las naves de la Armada del Mar del Sur y las que transportaban el comercio desde el puerto del Callao.

### República
En 1823, la Escuela Central de Marina se traslada al Callao ante una Lima ocupada por tropas realistas del general Canterac, el 13 de junio de aquel año. Posteriormente retorna al local de Desamparados, pero los daños ocasionados por el terremoto del 30 de marzo del 1828, obligan a un nuevo traslado. La primera ceremonia de clausura se realiza en 1831, y al año siguiente la Escuela Central de Marina y el Colegio Militar se fusionan, durante el gobierno del general Agustín Gamarra. Siguen los años de la Confederación Peruano-Boliviana; en 1840, se establece la Escuela Central de Marina y se crea la Escuela Náutica de Paita de marina mercante, que funcionaría hasta 1900. En 1843, se realiza el primer crucero fuera del Perú, a bordo del bergante "Rímac".
El presidente Ramón Castilla dispone en octubre de 1849, el establecimiento de la Escuela Central de Marina en Bellavista. Sin embargo, al iniciarse el año 1850, se crea el Instituto Naval Militar, que inicia sus labores en el Hospital San Juan de Dios de Bellavista. un año después, se traslada este Instituto al local del Hospital del Espíritu Santo.
En 1856, la fragata "Amazonas" se constituye en el primer buque escuela americano en dar la vuelta al mundo, navegación que se hace posible bajo la dirección de Eduardo Carrasco, primero y de Juan José Panizo y Talamantes, luego. La fragata "Amazonas" zarpa del puerto del Callao el 26 de octubre de 1856 y completa el azaroso viaje el 28 de mayo de 1858. El arribo al Callao del vapor de ruedas "Rímac", el 27 de julio de 1848, se produjo dentro de una etapa de modernización de la Marina de Guerra del Perú.
Arístides Aljovín, Antonio de la Guerra, Manuel Villar, José Sánchez Lagomarsino, Manuel Villavicencio, son algunos nombres de oficiales egresados del Colegio Naval Militar cuando el capitán de navío AP Juan José Panizo y Talamantes era director (1856 a 1865).
La previsión de los gobernantes del Perú de la época, hizo que la escuadra española, luego del combate del 2 de Mayo, se retirara del Perú y de las costas de América Latina y permitió dar una respuesta contundente en el combate naval de Abtao; la presencia amenazante de dos blindados peruanos, influyó en la disuasión; dichos blindados eran el monitor Huáscar, al mando de José María Salcedo y la fragata Independencia, al mando de Aurelio García y García, procedentes ambas de astilleros británicos.
En 1870, uno de los buques que integró la flotilla de remolque de los monitores Manco Cápac y Atahualpa (1868-1870), el transporte Marañón, sería por disposición del presidente José Balta, el primer local a flote que tuvo la Escuela Naval en su historia, sin mengua de aquellos buques que condujeron a los alumnos en viaje de instrucción. En 1872, Carlos de los Heros, logra medalla de oro en aprovechamiento y ocho años después, la fama, cuando a bordo del monitor Huáscar muere el 28 de agosto de 1879. El año 1872, se produce una cruenta revolución y es tiempo de prueba para el Perú y de especial relevancia naval cívica para la Marina de Guerra del Perú, siempre dispuesta a avalar el orden constitucional.
El vapor Meteoro inicia sus labores de capacitación de postulantes a la marina. Es la Escuela Preparatoria que funciona paralelamente en el Marañón y que tiene como Director a Camilo N. Carrillo. Es la antecesora de la después de 121 años, Pre Esna, escuela que cumple las mismas funciones a las de aquella.
El 27 de enero de 1878, el presidente del jurado calificador Miguel Grau y los componentes del jurado como Teodoro Elmore, Sebastián Lorente, Guillermo More, Manuel Villavicencio, entre otros, expresan al Ministro de Guerra y Marina que:

...el aprovechamiento que han alcanzado los alumnos (...) ha correspondido debidamente a los deseos y fines del Supremo Gobierno y a la contracción y esfuerzo de sus directores y profesores.
Informe del Jurado Calificador, presidido por Miguel Grau Seminario al Ministro de Guerra y Marina, 1878#GGC11C

#### Guerra del Pacífico
La guerra del Salitre o guerra del Pacífico, encuentra a aquellos profesores y alumnos tripulando naves. La eficiencia y espíritu combativo de los marinos darían cuenta de naves chilenas echadas a pique el 21 de mayo de 1879, el 3 de julio de 1880 y el 13 de setiembre del mismo año: entre otras, la Esmeralda, en Iquique, el Loa en el Callao, y la Covadonga en Chancay y dos torpederas en el Callao. Ningún buque peruano fue hundido por acción directa de la escuadra chilena en esta guerra. Sin embargo es cierto que luego de la guerra el poder naval del Perú se vio disminuido enormemente.

#### Posguerra
La historia de la Escuela Naval, en lo que atañe a docencia naval, ha de transcurrir en el pontón Perú entre los años 1888 a 1896.
De 1897 a 1900, las actividades de la Escuela Naval transcurren en el fundo Santa Sofía, propiedad de Augusto Dreyfus, ubicado en el local de la Escuela de Artes y Oficios, hoy Politécnico José Pardo en la avenida Grau de Lima.

#### sigloXX
El pontón Perú retoma su protagonismo (cesadas sus actividades como lazareto), entre 1900 a 1907, año en que colapsó esta nave. 1906 es el año de la Misión Naval Británica; la conduce el Capitán de navío Paul Nicholas de Roshmillians, quien tiene a su cargo la dirección de la Escuela e introduce importantes reformas durante ese año y el siguiente: Manuel Beingolea, literato peruano (1875-1953) fue alumno en el pontón Perú y dejó sentidas líneas a ello.
El transporte Iquitos acoge a la Escuela Naval durante un año (1908 a 1909) y ejerce la dirección por primera vez Ernesto Caballero y Lastres, quien la retomaría nueve años después. El 17 de marzo de 1909 se traslada la Escuela a Bellavista, donde ha de transcurrir importantes años de su existencia. Bellavista es el portalón de acceso a La Punta.

#### La Punta
Ya en La Punta y en el lugar donde hoy se erigen modernas instalaciones, es inaugurada la Escuela Naval, por el presidente Augusto B. Leguía el 19 de septiembre de 1912 (aunque las clases se iniciarían efectivamente el 4 de febrero de 1915).
Protagonista del esfuerzo es el capitán de navío estadounidense Charles Gordon Davy de la Misión Naval Americana, quien fue director durante diez años consecutivos. Davy cubre una importante etapa que influyó en la escolástica, usos y costumbres aún vigentes en la Escuela, desde inicios del año 1921 en que él es protagonista en múltiples actividades.

##### Infraestructura
El 30 de mayo de 1921, se oficializa el nombre de la escuela como Escuela Naval del Perú. Al edificio fundacional del año 1912, se agregaron sucesivamente el edificio "San Martín" en 1928 y diez años después, el "Guise" y otros más, hasta formalizar la Escuela en la década de 1950 un paisaje urbano conservador, con edificaciones que se correspondían con cierto afrancesamiento muy en boga en la primera década del siglo XX. En 1960, una nueva fisonomía arquitectónica irrumpió en la Escuela Naval. En esa década, se demolieron los antiguos edificios "San Martín", "Guise" y "Grau".